# 八王子市立由木中央小学校
八王子市立由木中央小学校（はちおうじしりつ ゆぎちゅうおうしょうがっこう）は、東京都八王子市下柚木にある市立小学校。

## 概要
八王子市下柚木にある150年以上の歴史をもつ小学校である。
令和6年現在151周年

## 沿革
- 1873年（明治6年） - 松枝学校として創設
- 1886年（明治19年） - 松枝尋常小学校に改称
- 1894年（明治27年） - 誨育尋常小学校と合併・廃止
- 1900年（明治33年） - 由木高等小学校開校
- 1901年（明治34年） - 松枝に移転、誨育小学校を併置
- 1909年（明治42年） - 由木農業補習学校が校舎を借りて開校。
- 1918年（大正7年） - 生蘭尋常小学校・誨育小学校・正倫尋常小学校・鑓水尋常小学校を統合、旧生蘭尋常小学校跡を東分教場、旧鑓水尋常小学校跡を西分教場とする。
- 1925年（大正14年） - 校舎が全焼
- 1926年（大正15年） - 下柚木に移転新築する。東分教場が現在地に移転する。
- 1941年（昭和16年） - 由木国民学校に改称。
- 1947年（昭和22年） - 西分教場が独立、由木村立由木西国民学校となる。4月、学制改革により由木中央小学校に改称。
- 1948年（昭和23年） - 東分教場が独立、由木村立由木東小学校となる。
- 1952年（昭和27年） - 現在地に移転
- 1954年（昭和27年） - 校歌制定
- 1964年（昭和39年） - 由木村が八王子市と合併したことにより八王子市立由木中央小学校となる。
- 1973年（昭和48年） - 創立100周年、「百年のあゆみ」発行

## 学校行事
| - 4月 入学式 - 5月 運動会 - 6月 | - 7月 日光移動教室 - 8月 - 9月 清水移動教室 | - 10月由木っ子フェスティバル - 11月 学芸会 、音楽会 - 12月 由木ネス | - 1月 - 2月 - 3月 卒業式 |

## 交通
- 京王電鉄相模原線南大沢駅・京王堀之内駅・京王線聖蹟桜ヶ丘駅からバス、由木中央小学校バス停またはさんもり橋バス停で下車。京王堀之内駅から徒歩25分。